# Alan García
Alan Gabriel Ludwig García Pérez (Lima, 23 mei 1949 – aldaar, 17 april 2019) was een Peruviaans politicus. Tussen 1985 en 1990 was hij president van zijn land; tussen 2006 en 2011 was hij dat opnieuw.

## Presidentschap 1985-1990
Op jonge leeftijd klom García op tot in de leiding van de links-populistische APRA-partij van Víctor Raúl Haya de la Torre. Na diens dood werd hij partijleider. Bij de verkiezingen van 1985 stond hij kandidaat voor het presidentschap en werd hij gekozen tot opvolger van de conservatieve Belaúnde Terry. Het leger van Peru, dat een presidentschap van Haya de la Torre steeds had voorkomen, accepteerde Alan Garcia.
Zijn termijn als president liep van 1985 tot 1990 en werd gekenmerkt door een economische teruggang en sociale onrust in het land. Er was hyperinflatie en corruptie. In 1990 was Garcia grondwettelijk niet herkiesbaar. Zijn opvolger werd Alberto Fujimori.

## Presidentschap 2006-2011
In 2001 deed hij vergeefs een tweede poging tot president te worden verkozen, maar hij werd verslagen door Alejandro Toledo.
In 2006 deed García opnieuw een gooi naar het presidentschap. Bij de eerste ronde behaalde de oud-legercommandant en nationalist Ollanta Humala 30,62% van de stemmen, tegen 24,32% voor García. De kandidaat Humala werd gesteund door linkse presidenten uit Zuid-Amerika, zoals Hugo Chávez en Evo Morales. Hij wilde een einde maken aan het proces van "neo-kolonialisme in Peru" en dreigde een vrijhandelsverdrag met de Verenigde Staten niet te tekenen. Die uitspraken zouden daardoor buitenlandse investeerders kunnen afschrikken. Maar hij zei dat het zakenleven niet ongerust hoefde te zijn. "We zullen privé-bezittingen respecteren en investeringen garanderen. We willen geen traumatische shock in Peru", aldus Humala. "Het punt is dat we niet zomaar economische groei willen. We willen sociale ontwikkeling." Humala benadrukte dat hij niet dezelfde koers wilde varen als de Venezolaanse president Chávez, die steeds meer bedrijven onder overheidscontrole bracht.
In de tweede ronde haalde García 52,63% van de stemmen, tegen 47,32% voor Humala. In zijn overwinningstoespraak beloofde García een strenge en zuinige regering. Volgens hem betekende zijn overwinning dat de linkse Venezolaanse president Chávez er niet in was geslaagd zijn invloed verder uit te breiden. Humala kreeg veel steun in de Andes. García was het populairst in onder meer de hoofdstad Lima, waar ongeveer een derde van de kiesgerechtigden woonde. Hoewel Humala zijn verlies erkende, legden zijn aanhangers zich minder gemakkelijk neer bij de nederlaag. In de stad Arequipa raakte politie slaags met ongeveer 200 medestanders van Humala. De kiescommissie ONPE liet weten dat de verkiezingen transparant en eerlijk zijn verlopen. De opkomst was 89 procent. Op 28 juli werd García ingezworen voor een tweede termijn. Hij heeft goede betrekkingen met andere gematigd—progressieve Latijns-Amerikaanse presidenten als Lula da Silva van Brazilië en Michelle Bachelet van Chili.
In oktober 2008 diende het voltallige Peruaanse kabinet zijn ontslag in bij president García in reactie op de brede maatschappelijke verontwaardiging die was ontstaan vanwege een omkoopschandaal. Een paar dagen eerder zond een Peruaanse tv-zender een geluidsfragment uit waarop een hoge functionaris van staatsbedrijf Perupetro met een lobbyist overlegt over het smeergeld dat een Noors oliebedrijf zou moeten betalen om energieconcessies binnen te halen. Discover Petroleum verwierf deze concessies, maar ontkende ooit steekpenningen betaald te hebben. Het bedrijf stelde dat de lobbyist op eigen houtje handelde. In reactie op het schandaal – en de vele geruchten over andere overheidsfraude rond land- en oliedeals in Peru in verscheidene steden boze Peruanen de straat op. Hierna stapte onder anderen de minister van Energie en de topman van Perupetro op. Een andere minister, die ook genoemd werd in de opnames, trad niet af. Een dag voor het ontslag wilde kabinetschef (een functie vergelijkbaar met premier) Jorge del Castillo zich met zijn kabinet in het parlement verantwoorden. Dat liet hem niet aan het woord, omdat het al een afzettingsprocedure in gang had gezet. Hierop zei Del Castillo dat het hele kabinet zijn ontslag aan president García zou aanbieden, „opdat hij kan beslissen”. Volgens analisten kon de impopulaire García zijn imago oppoetsen door een nieuwe premier van buiten zijn eigen partij aan te stellen.
Enkele dagen na het ontslag benoemde de president de linkse provinciale gouverneur Yehude Simon tot de nieuwe regeringsleider. Simon zat tien jaar geleden nog in de gevangenis wegens banden met een linkse guerrillabeweging. Met de keuze voor Simon leek de impopulaire García meer nadruk te willen leggen op sociale programma's van de regering.
Op 28 juli 2011 werd García opgevolgd door de linkse en nationalistische politicus Ollanta Humala.

## Zelfmoord
Op 17 april 2019 pleegde hij zelfmoord toen de politie hem wilde arresteren in verband met een grote corruptiezaak rond het Braziliaanse bedrijf Odebrecht. De 69-jarige García schoot zichzelf neer toen agenten zijn huis in hoofdstad Lima binnenvielen. Hij werd in kritieke toestand afgevoerd naar het ziekenhuis, waar hij een spoedoperatie onderging. Korte tijd later overleed hij.